# Kim Chan-hee
Đây là một tên người Triều Tiên, họ là Kim.
Kim Chan-Hee  (tiếng Hàn: 김찬희; sinh ngày 25 tháng 6 năm 1990) là một cầu thủ bóng đá Hàn Quốc thi đấu ở vị trí tiền đạo trung tâm cho Daejeon Citizen ở K League 2. Anh gia nhập đội bóng K League 1 Pohang Steelers mùa giải 2012-13.